# Muhammad Quli Qutb Shah
Muhammad Quli Qutb Shah (urdu: محمد قلی قطب شاہ) var den femte sultanen i Qutb Shahi-dynastin i Golkonda i Sydindien. Han regerade under perioden 1580-1611. Han grundade staden Hyderabad och byggde dess mest kända landmärke, Charminar. Han var en duktig administratör och hans tid vid makten anses vara en av höjdpunkterna under Qutb Shahi-dynastin.